# オスヴァルト・キュルペ
オスヴァルト・キュルペ（ドイツ語: Oswald Külpe, 1862年8月3日 - 1915年12月30日）は、ドイツの心理学者、哲学者。